# Чичимила (муниципалитет)
Чичимила́ (исп. Chichimilá) — муниципалитет в Мексике, штат Юкатан, с административным центром в одноимённом городе. Численность населения, по данным переписи 2010 года, составила 7952 человека.

## Общие сведения
Название Chichimilá состоит из нескольких слов майяйского языка: Chich — прочный, здоровый; Im — грудь, сосок, холмик; Ila — видеть, смотреть, что можно перевести как: наблюдать за упругой грудью, также che'chem можно перевести как дерево семейства анакардиевые.
Площадь муниципалитета равна 470 км², что составляет 1,18 % от общей площади штата, а наивысшая точка — 30 метров над уровнем моря.
Он граничит с другими муниципалитетами Юкатана: на севере и востоке с Вальядолидом, на западе с Текомом и Тишкакалькупулем, а на юге с другим штатом Мексики — Кинтана-Роо.

## Учреждение и состав
Муниципалитет был образован 17 января 1918 года, его границы менялись до 1935 года, а в состав входит 29 населённых пунктов, самые крупные из которых:
| Код INEGI | Населённый пункт                                                                    | Численность населения (2005 год) | Численность населения (2010 год) |
| --------- | ----------------------------------------------------------------------------------- | -------------------------------- | -------------------------------- |
| 021       | Всего                                                                               | 7439                             | 7952                             |
| 0001      | Чичимила (исп. Chichimilá) 20°37′51″ с. ш. 88°13′02″ з. д. (административный центр) | 4985                             | 5528                             |
| 0008      | Цитош (исп. Dzitox) 20°23′00″ с. ш. 88°05′09″ з. д.                                 | 742                              | 881                              |
| 0022      | Чаншкаиль (исп. Chan X-Cail) 20°21′25″ с. ш. 88°08′27″ з. д.                        | 474                              | 576                              |
| 0018      | Сан-Педро (исп. San Pedro) 20°21′06″ с. ш. 88°13′00″ з. д.                          | 328                              | 408                              |
| 0004      | Сельтун (исп. Celtún) 20°27′34″ с. ш. 88°12′36″ з. д.                               | 140                              | 148                              |

## Экономика
По статистическим данным 2000 года, работоспособное население занято по секторам экономики в следующих пропорциях:
- сельское хозяйство и скотоводство — 50,5 %;
- торговля, сферы услуг и туризма — 29,1 %;
- производство и строительство — 19,5 %;
- безработные — 0,9 %.

## Инфраструктура
По статистическим данным 2010 года, инфраструктура развита следующим образом:
- электрификация: 88,8 %;
- водоснабжение: 97,1 %;
- водоотведение: 48,3 %.

## Достопримечательности
В муниципалитете можно посетить бывший монастырь Успения, построенный в XVI веке.

## Фотографии

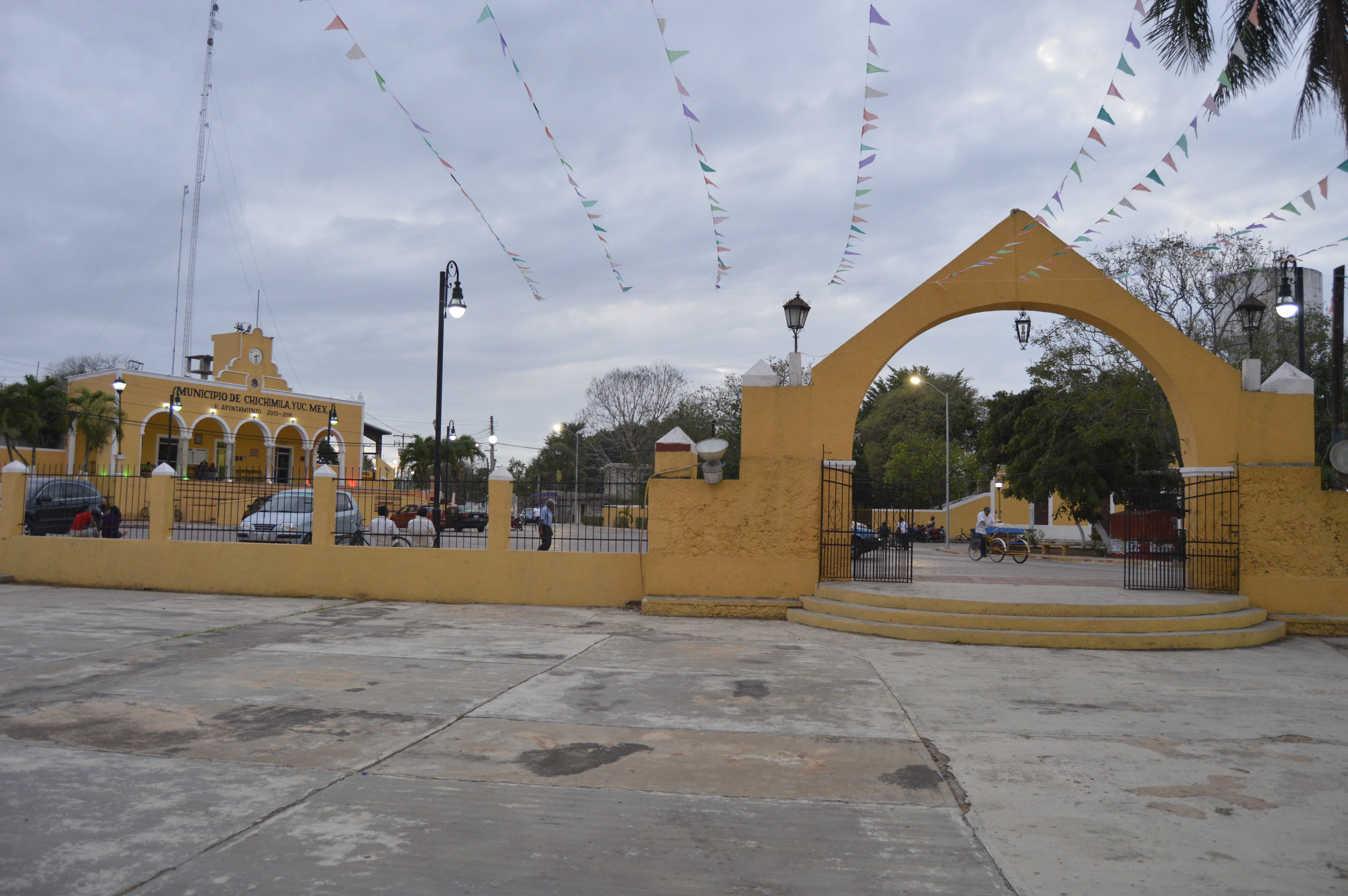
Здание администрации на центральной площади
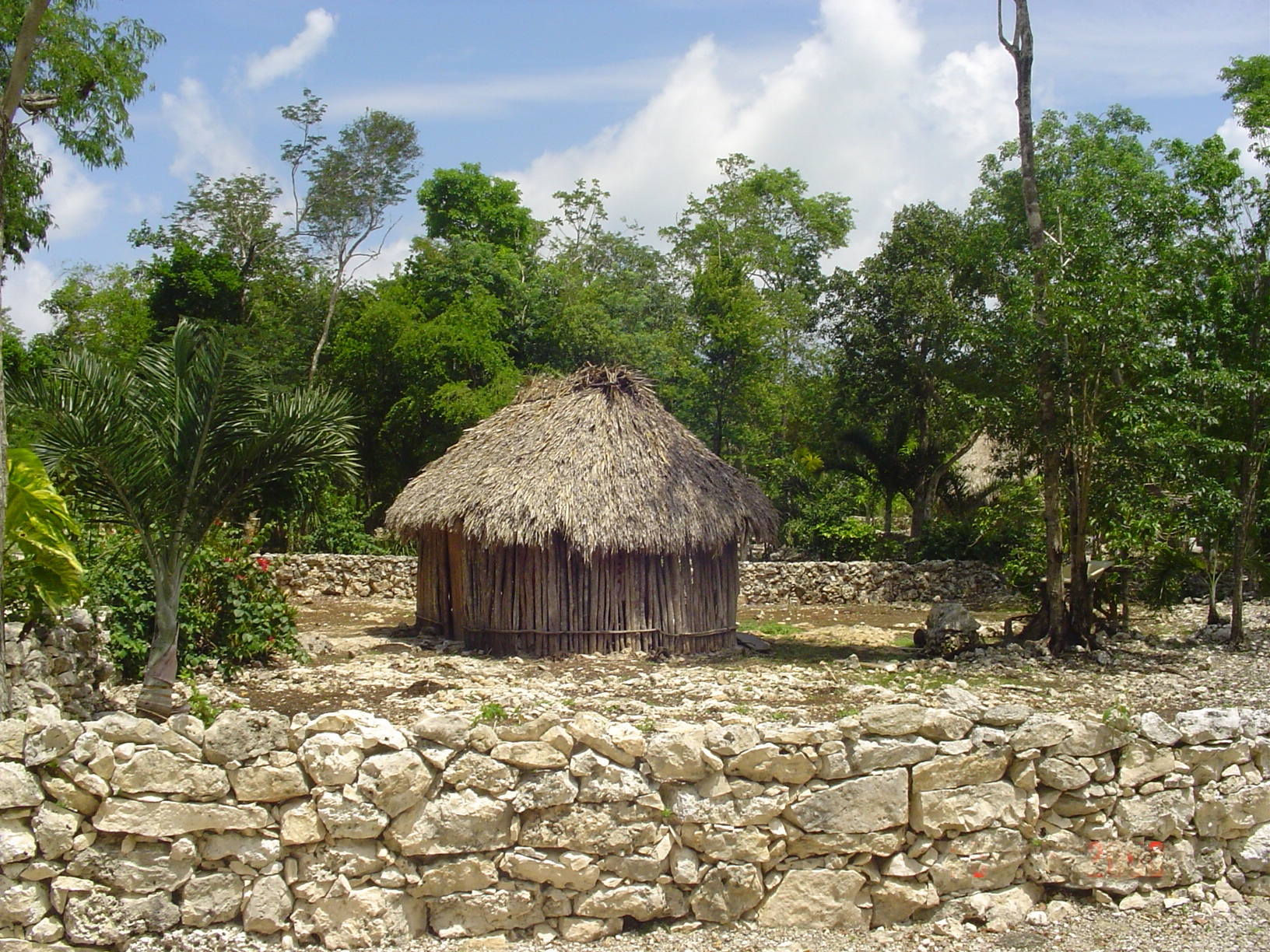
Реконструкция деревни майя